# Calliderma (zeester)
Calliderma is een geslacht van zeesterren uit de familie Goniasteridae.				

## Soort
- Calliderma emma Gray, 1847